# Duc de Magenta
Le titre de duc de Magenta a été donné par Napoléon III à Patrice de Mac Mahon en 1859.

## Historique

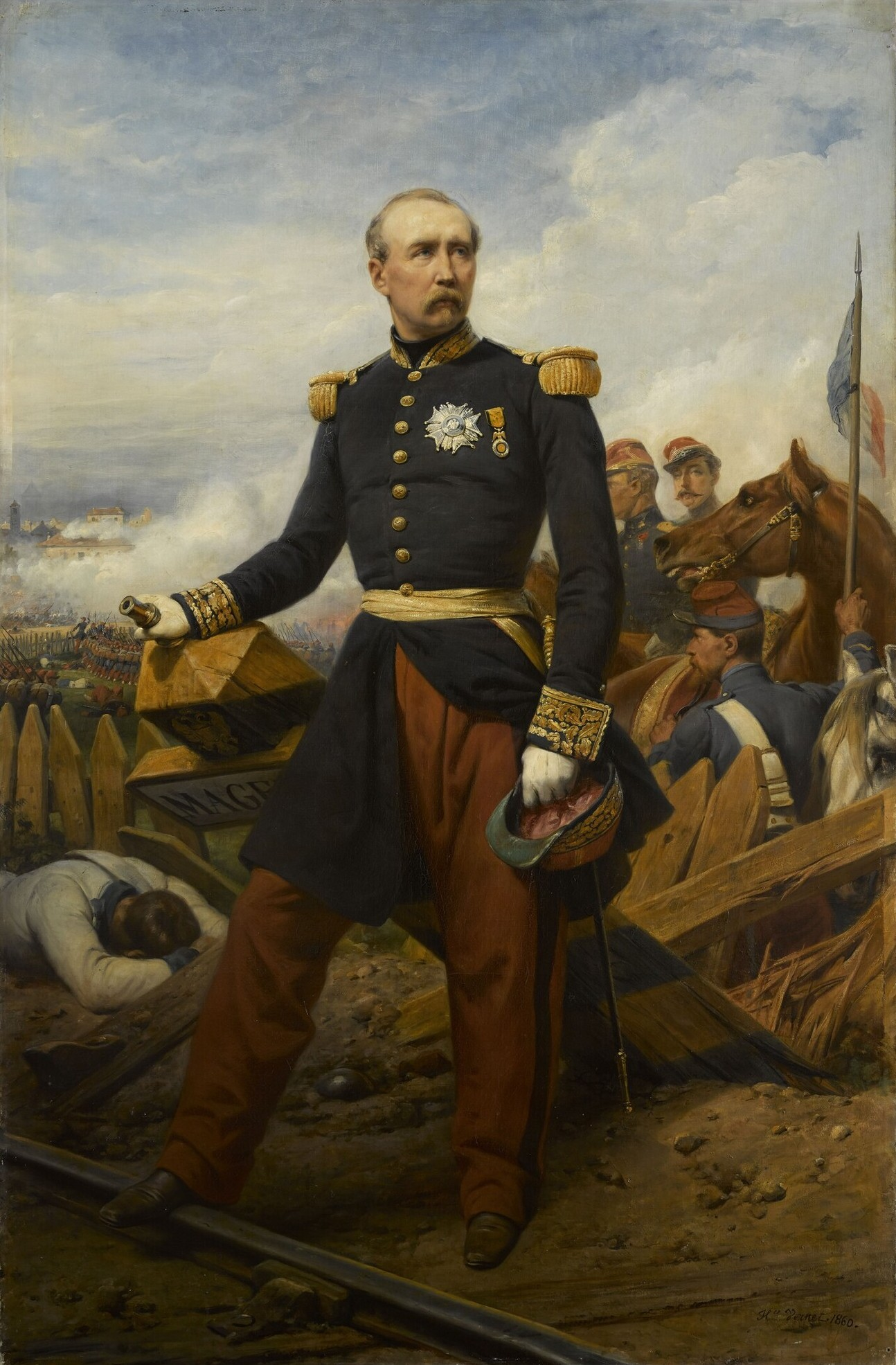
Patrice de Mac Mahon, duc de Magenta, président de la République
Horace Vernet, 1860
Château de Versailles

Patrice de Mac Mahon (1808-1893) se distingue particulièrement lors de la campagne d'Italie de 1859. Moitié par chance, moitié par audace et par flair, il pousse ses troupes en avant sans avoir reçu d'ordres à un moment critique lors de la bataille de Magenta, ce qui assure la victoire française. Pour ces brillants services, il reçoit de Napoléon III le bâton de maréchal, et est titré duc de Magenta le 5 juin 1859.

## Liste chronologique des ducs de Magenta
1. Marie Edme Patrice Maurice, comte de Mac Mahon, 1er duc de Magenta (5 juin 1859)
2. Marie Armand Patrice de Mac Mahon (1855-1927), fils du précédent, 2e duc de Magenta (1893), 6e marquis d'Éguilly « dit de Mac Mahon » (1894) ;
3. Maurice Jean Marie de Mac Mahon (1903-1954), fils du précédent, 3e duc de Magenta, 7e marquis d'Éguilly « dit de Mac Mahon » ;
4. Philippe Maurice Marie de Mac Mahon (1938-2002), fils du précédent, 4e duc de Magenta, 8e marquis d'Éguilly « dit de Mac Mahon » ;
5. Maurice Marie Patrick Bacchus Humphrey de Mac Mahon (né en 1992), fils du précédent, 5e duc de Magenta, 9e marquis d'Éguilly « dit de Mac Mahon ».

## Sources et bibliographie
- (en) Cet article est partiellement ou en totalité issu de l’article de Wikipédia en anglais intitulé « MacMahon family » (voir la liste des auteurs).
- André François Joseph Borel d'Hauterive, Georges, comte de Morant, Albert, vicomte Révérend et Howard Horace, comte d'Angerville, Annuaire de la noblesse de France et d'Europe, vol. 89, 1857 (lire en ligne) ;
- André François Joseph Borel d'Hauterive, Georges, comte de Morant, Albert, vicomte Révérend et Howard Horace, comte d'Angerville, Annuaire de la noblesse de France et d'Europe, vol. 23, Bureau de la publication, 1866 (lire en ligne) ;
- Société archéologique d'Eure-et-Loir, Procès-verbaux de La Société archéologique d'Eure-et-Loir, vol. 6, BiblioBazaar, LLC, 2008, 448 p. (ISBN 978-0-559-22136-1, lire en ligne) ;